# Made in Germany 1995-2011
Made in Germany 1995-2011 è la seconda raccolta del gruppo musicale tedesco Rammstein, pubblicato il 22 novembre 2011 dalla Universal Music Group.

## Descrizione

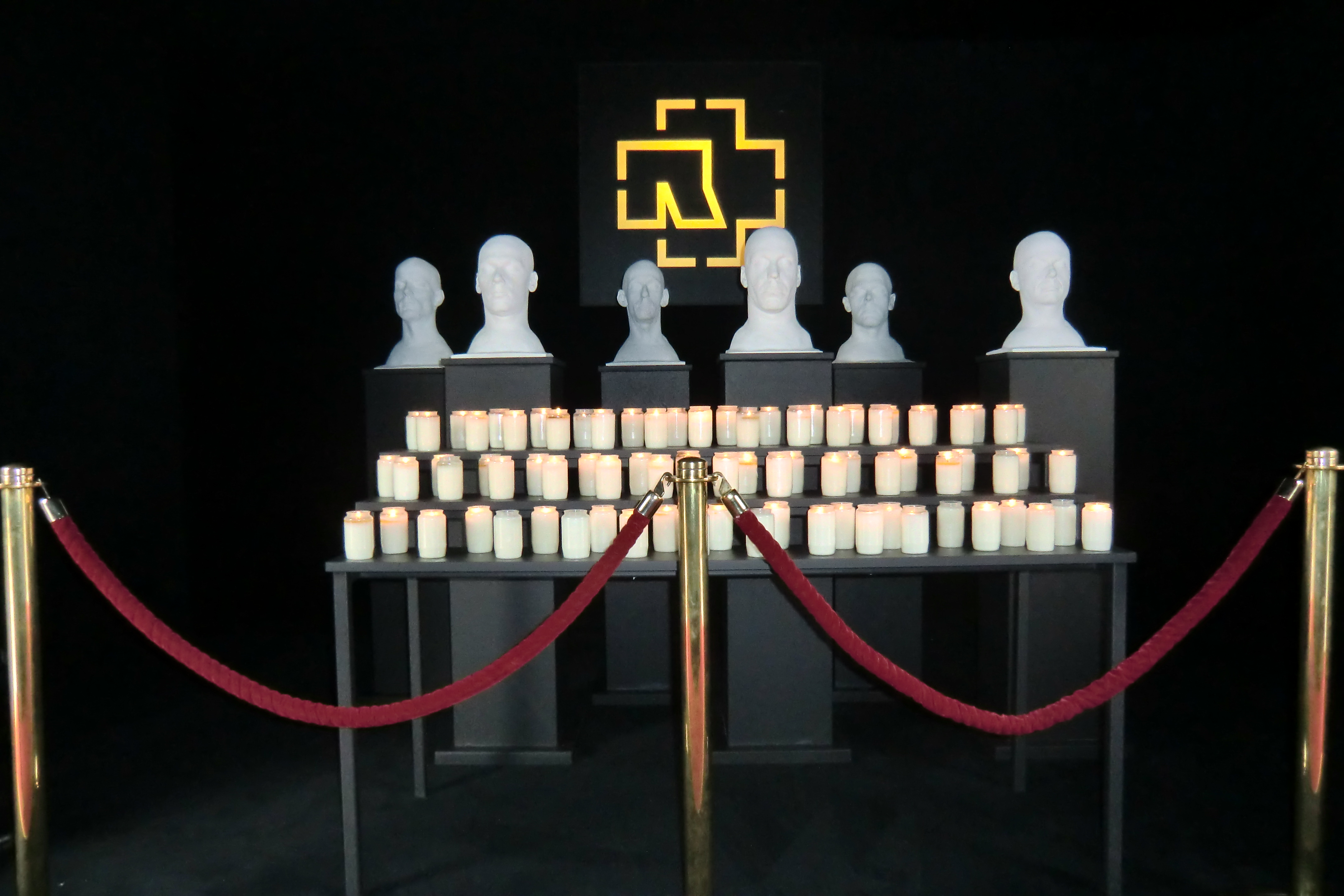
Le maschere mortuarie nel mausoleo a Berlino

Il disco contiene una selezione dei principali singoli pubblicati dal gruppo tra il 1995 e il 2011, con l'aggiunta dell'inedito Mein Land, estratto come unico singolo; nel disco figura inoltre Mein Herz brennt, tratto dall'album Mutter del 2001 e pubblicato come singolo nel dicembre 2012 in una versione voce e pianoforte.
Per l'album sono state realizzate sei diverse copertine, che raffigurano ognuna delle maschere mortuarie i vari membri della band. I calchi sono stati esposti in un mausoleo eretto a Berlino (davanti all'O2 World) in occasione dell'uscita dell'album.
Oltre all'edizione standard, il disco è stato commercializzato in un'edizione speciale comprensivo di un secondo CD contenente vari remix e un'edizione super deluxe distribuita sotto forma di cofanetto che racchiude anche tre DVD con tutti i video diffusi dal gruppo fino ad allora con i rispettivi dietro le quinte.

## Tracce
1. Engel – 4:23
2. Links 2 3 4 – 3:40
3. Keine Lust – 3:42
4. Mein Teil – 4:39
5. Du hast – 3:55
6. Du riechst so gut – 4:33
7. Ich will – 3:40
8. Mein Herz brennt – 4:42
9. Mutter – 4:32
10. Pussy – 3:59
11. Rosenrot – 3:53
12. Haifisch – 3:43
13. Amerika – 3:47
14. Sonne – 4:07
15. Ohne dich – 4:32
16. Mein Land – 3:53

Best of Remixes – CD bonus nell'edizione speciale
1. Du riechst so gut '98 (RMX by Faith No More) – 1:59
2. Du hast (RMX by Jacob Hellner) – 6:43
3. Stripped (RMX by Johan Edlund (Tiamat)) – 4:23
4. Sonne (RMX by Clawfinger) – 4:10
5. Links 2 3 4 (RMX by Westbam) – 3:41
6. Mutter (RMX by Sono) – 7:22
7. Feuer frei! (RMX by Junkie XL) – 4:11
8. Mein Teil (RMX by Pet Shop Boys) – 4:05
9. Amerika (RMX by Olsen Involtini) – 3:16
10. Ohne dich (RMX by Laibach) – 3:58
11. Keine Lust (RMX by Black Strobe) – 7:08
12. Benzin (RMX by Meshuggah) – 5:06
13. Rosenrot (RMX by Northern Lite) – 4:46
14. Pussy (RMX by Scooter) – 4:54
15. Rammlied (RMX by Devin Townsend) – 5:06
16. Ich tu dir weh (RMX by Fukkk Offf) – 6:08
17. Haifisch (RMX by Hurts) – 3:46

DVD bonus nell'edizione super deluxe
- DVD 1

1. Du riechst so gut
2. Making of Video
3. Seemann
4. Making of Video
5. Rammstein
6. Making of Video
7. Engel
8. Making of Video
9. Du hast
10. Making of Video
11. Du riechst so gut '98
12. Making of Video
13. Stripped
14. Making of Video

- DVD 2

1. Sonne
2. Making of Video
3. Links 2 3 4
4. Making of Video
5. Ich will
6. Making of Video
7. Mutter
8. Making of Video
9. Feuer frei!
10. Making of Video
11. Mein Teil
12. Making of Video
13. Amerika
14. Making of Video
15. Ohne dich
16. Making of Video
17. Keine Lust
18. Making of Video

- DVD 3

1. Benzin
2. Making of Video
3. Rosenrot
4. Making of Video
5. Mann gegen Mann
6. Making of Video
7. Pussy
8. Making of Video
9. Ich tu dir weh
10. Making of Video
11. Haifisch
12. Making of Video
13. Mein Land
14. Making of Video

## Formazione
- Till Lindemann – voce
- Richard Kruspe – chitarra
- Paul Landers – chitarra
- Oliver Riedel – basso
- Christoph Schneider – batteria
- Christian Lorenz – tastiera

## Classifiche
| Classifica (2011-12)       | Posizione massima |
| -------------------------- | ----------------- |
| Austria                    | 2                 |
| Belgio (Fiandre)           | 6                 |
| Belgio (Vallonia)          | 30                |
| Danimarca                  | 6                 |
| Finlandia                  | 12                |
| Francia                    | 42                |
| Germania                   | 1                 |
| Italia                     | 96                |
| Norvegia                   | 4                 |
| Nuova Zelanda              | 36                |
| Paesi Bassi                | 18                |
| Regno Unito                | 94                |
| Regno Unito (rock & metal) | 4                 |
| Spagna                     | 55                |
| Svezia                     | 1                 |
| Svizzera                   | 5                 |